# Nádas-patak
A Nádas-patak a Vas vármegyei Bögöte területén ered, de pár száz méter után Türje Adolfmajor településrészénél átlép Zala vármegyébe. Útját zömmel déli irányban folytatva a türjei templom közelében folyik át a település központján.  Zalaszentgrót város közigazgatási területére a 7353 számú Zalaszentgrót-Türje összekötő úttól kicsit északra lép be, ahonnan továbbra is délnek tartva halastavak láncolatán át ér be a település belterületére. Itt délnyugatnak kanyarodik. A Zalaszentgróti Városi Futball Club sporttelepének közelében éri el vize a Zala egyik mellékágát, s onnan nem messze, a Zala torkolatától körülbelül 46 folyamkilométerre a folyó főágát.
A patak volt a határ Szentgrót és Szentgrót Polgárváros között. Miután az akkor már Kisszentgrótnak hívott utóbbit 1950-ben az akkor már Zalaszentgrótnak nevezett előbbihez csatolták, a folyóvíz településrészek közötti határrá vált.
A Nádas-patak vízgyűjtő területe a Nyugat-dunántúli Vízügyi Igazgatóság (NYUDUVIZIG) működési területéhez tartozik.

## Mellékvízfolyások
Tekenyei-patak

## Part menti települések
- Türje
- Zalaszentgrót